# Tomasz Guszkiewicz (baca)

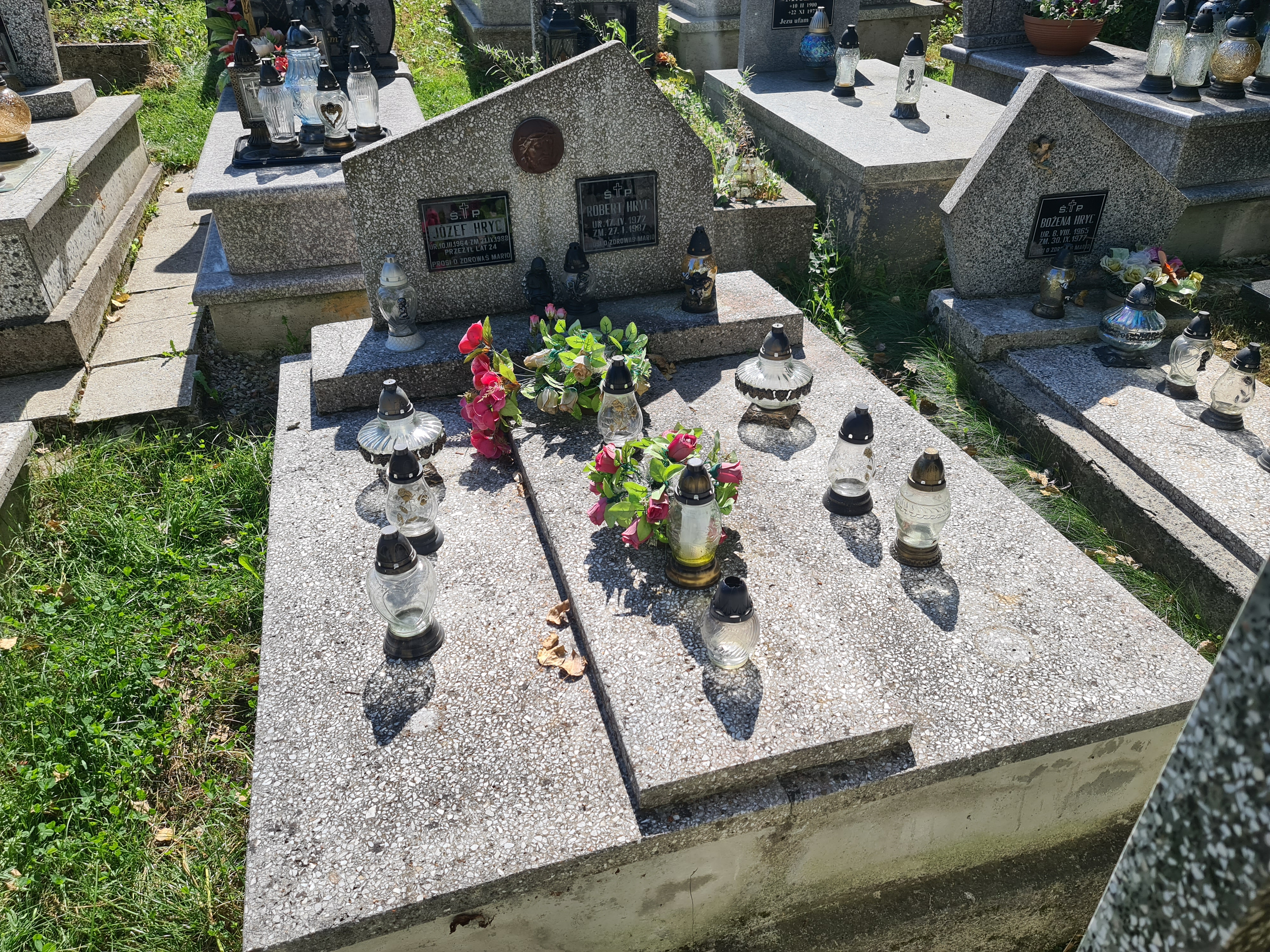
Grób rodziny Hryców na cmentarzu komunalnym w Krościenku nad Dunajcem. W tym grobie został pochowany również Tomasz Guszkiewicz

Tomasz Guszkiewicz, Gruś (ur. 15 października 1824 w Krościenku nad Dunajcem, zm. 5 września 1910 tamże) – polski góral, najsłynniejszy baca-czarownik Pienin, wypasający w drugiej połowie XIX wieku kierdel owiec na hali Skałka w Paśmie Radziejowej. Uchodził za znachora i czarnoksiężnika.

## Życiorys
Gruś bacował na Obidzkiej Skale, miał w koszarze 1200 owiec. Przypisywano mu wiele magicznych czynów. Na przykład gdy wyzdychały mu owce, zaczarowane przez wrogiego mu, podejrzanego żebraka, wskrzesił je, udając się samotnie na cmentarz w Tylmanowej, gdzie odkopał samobójcę-wisielca, ożywił go, i stoczył z nim walkę po to, by zdobyć kilka jego włosów łonowych. Uzbrojony w te magiczne pomoce (w ludowej kulturze uważane za magiczny artefakt) przywrócił życie kilkuset owcom i jednocześnie zemścił się na winowajcy. Historia ta do dziś jest opowiadana w Krościenku, powtarzana także przez przewodników górskich.
Gruś uchodził za wielkiego znachora. Początkowo wzbraniał się przed ziołolecznictwem. Jednak gdy przełamał się i – jak mawiają w Pieninach – jego terapie okazały się skuteczne, uzyskał wielką sławę. Przyjeżdżali do niego chorzy z Tarnowa, Gorlic, Bardejowa, Kieżmarku.
Grusia posądzano o przejażdżki na chmurach. Gdy w 1870 roku trąba powietrzna wyłamała las (około dziesięć tysięcy drzew) w górnej części doliny Czarnej Krośnicy w Gorcach, wszyscy okoliczni mieszkańcy byli przekonani, że to jego sprawka i efekt jego przejażdżek na chmurach.
Gruś jest wspominany przez jego potomków jako miły staruszek średniego wzrostu, o spadających na plecy włosach. Był pobożnym parafianinem. W czasie burz klękał i modlił się. Umiał czytać, zaczytywał się książkami, które pożyczał od krościeńskiego proboszcza.

## Życie rodzinne
Tomasz Guszkiewicz był synem Tomasza (~1792–?) i Anny z domu Kwiatek (~1795–1832), małżeństwa zawartego w 1820 roku. Miał młodszego brata, Antoniego (1827–?). Ożenił się w 1859 roku z Franciszką Bąk (1836–po 1881). Mieli co najmniej sześcioro dzieci. Byli to: Franciszek (1860–?, ślub w 1888), Jan (1863–?), Marianna (1868–?, ślub w 1888), Barbara (1873–1877), Anna (1877–1878), Barbara (1881–1882). Według Bronisława Krzana miał jeszcze syna Józefa.
Jest pochowany na cmentarzu komunalnym w Krościenku nad Dunajcem (V-I-7).